# Правдинск
Правдинск (рус. Правдинск) град је у Русији у Калињинградској области.

## Становништво
| 1939. | 1959. | 1970. | 1979. | 1989. | 2002. | 2010. |
| ----- | ----- | ----- | ----- | ----- | ----- | ----- |
| 4.410 | 2.718 | 3.335 | 4.070 | 4.143 | 4.480 | 4.323 |